# Meppen (Allemagne)
Pour les articles homonymes, voir Meppen.
Meppen est une ville du nord de l'Allemagne dans le Land de Basse-Saxe, sur le fleuve Ems et la rivière Hase, dont la population s'élève à 35 000 habitants environ.

## Organisation urbaine

### Quartiers de Meppen
1. Altstadt : Vieille ville noyau urbain historique de Meppen avec l'hôtel de ville historique.
2. Esterfeld
3. Feldkamp
4. Kuhweide
5. Neustadt
6. Nödike : Nödike est mentionné pour la première fois au XIe siècle sous le nom de Nadigi. Il devient une extension urbaine de Meppen après la Seconde Guerre mondiale. Au sud de la Schwefelinger Straße se trouve la zone commerciale et industrielle de Nödike avec environ 110 entreprises et environ 2 200 emplois.
7. Schleusengruppe

### Villages qui font partie de la ville de Meppen
En 1974, 13 proches municipalités indépendantes ont été incluses dans la ville, qui sont maintenant de nouvelles banlieues de la municipalité.
1. Apeldorn
2. Bokeloh
3. Borken
4. Groß Fullen
5. Klein Fullen
6. Helte
7. Hemsen
8. Holthausen
9. Hüntel
10. Rühle
11. Schwefingen
12. Teglingen
13. Versen

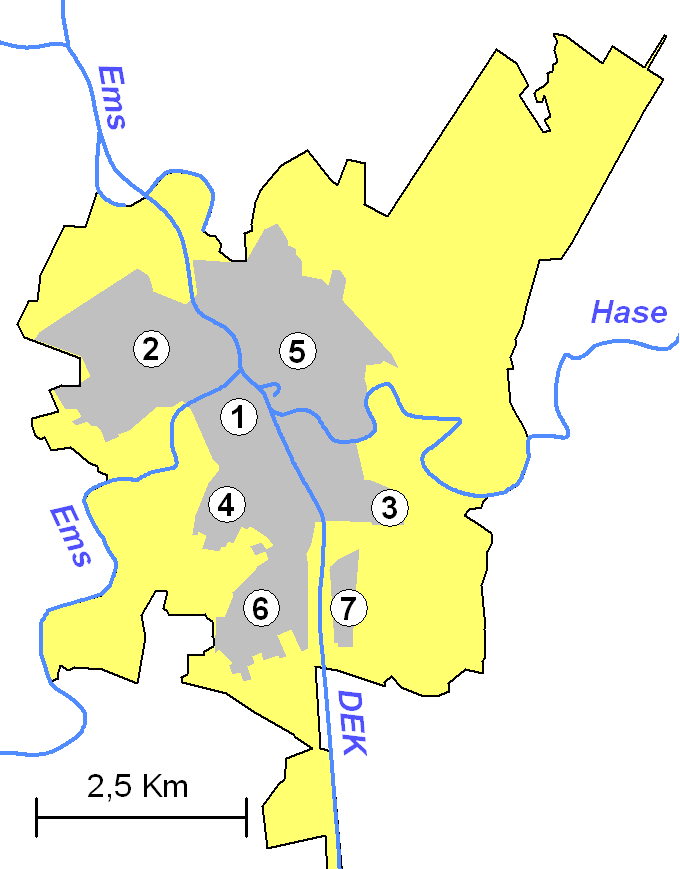
Carte de Meppen en 1968
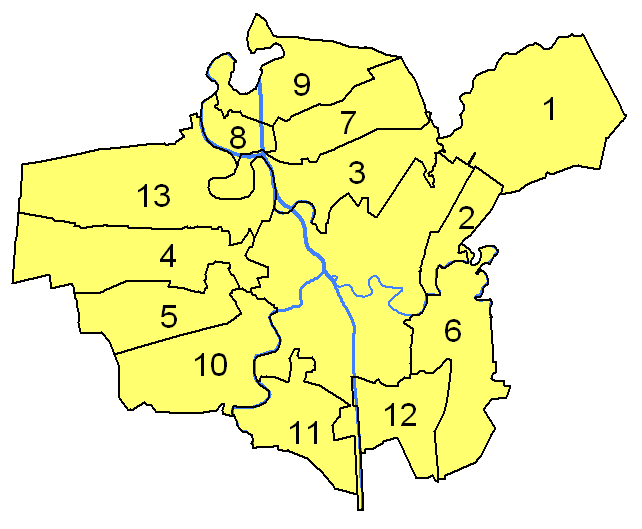
Carte de Meppen

## Histoire
Appartenances historiques :
- Principauté épiscopale de Münster 1252-1803
- Duché d'Arenberg-Meppen 1803-1810
- Empire français (Ems-Supérieur) 1811-1814
- Royaume de Hanovre 1814-1866
- Royaume de Prusse (Province de Hanovre) 1866-1918
- République de Weimar 1918-1933
- Reich allemand 1933-1945
- Allemagne occupée 1945-1949
- Allemagne depuis 1949

## Politique

### Élections du maire (Bürgermeister)
- Élections du maire (Bürgermeister) du 23 septembre 2001

| Parti | Candidat           | Voix  | %      |
| ----- | ------------------ | ----- | ------ |
| CDU   | Heinz Jansen       | 6 624 | 56,7 % |
| SPD   | Karin Stief-Kreihe | 5 063 | 43,3 % |

- Élections du maire (Bürgermeister) du 10 septembre 2006

| Parti | Candidat         | Voix  | %      |
| ----- | ---------------- | ----- | ------ |
| CDU   | Jan Erik Bohling | 7 674 | 54,1 % |
| SPD   | Bernhard Kaiser  | 4 724 | 33,3 % |
| FDP   | Frank Hofkamp    | 616   | 4,3 %  |

### Élections du conseil municipal (Stadtrat)
| Législature | CDU         | SPD         | FDP       | Grüne     | Linke | Autres (UWG) / (CWU)   |
| ----------- | ----------- | ----------- | --------- | --------- | ----- | ---------------------- |
| 2001 - 2006 | 20 (50,4 %) | 10 (25,6 %) | 1 (3,7 %) | 2 (5,2 %) | -     | 4 (11,7 %) / 1 (3,4 %) |
| 2006 - 2011 | 21 (54,2 %) | 9 (24,9 %)  | 2 (4,1 %) | 2 (5,5 %) | -     | 4 (11,3 %) / -         |

### Jumelages
- Ostrołęka (Pologne) depuis 1994 ;
- Nantes (France) depuis 1983 ;
- Teloché (France) depuis 1983.

### Personnalités liées à la ville
- Johannes von Euch
- Louis-Engelbert d'Arenberg obtint, par recès de la dernière séance de la diète d'Empire (25 février 1803 à Ratisbonne), l'érection de Meppen et Recklinghausen (Ruhr) en Duché d'Arenberg-Meppen (en compensation de la perte ses domaines situés sur la rive gauche du Rhin) ;
- Engelbert-Marie d'Arenberg, citoyen d'honneur de la ville en 1919.
- Alwin Schockemöhle (1937-), cavalier spécialiste du saut d'obstacles, multiple médaillé olympique.

## Galerie

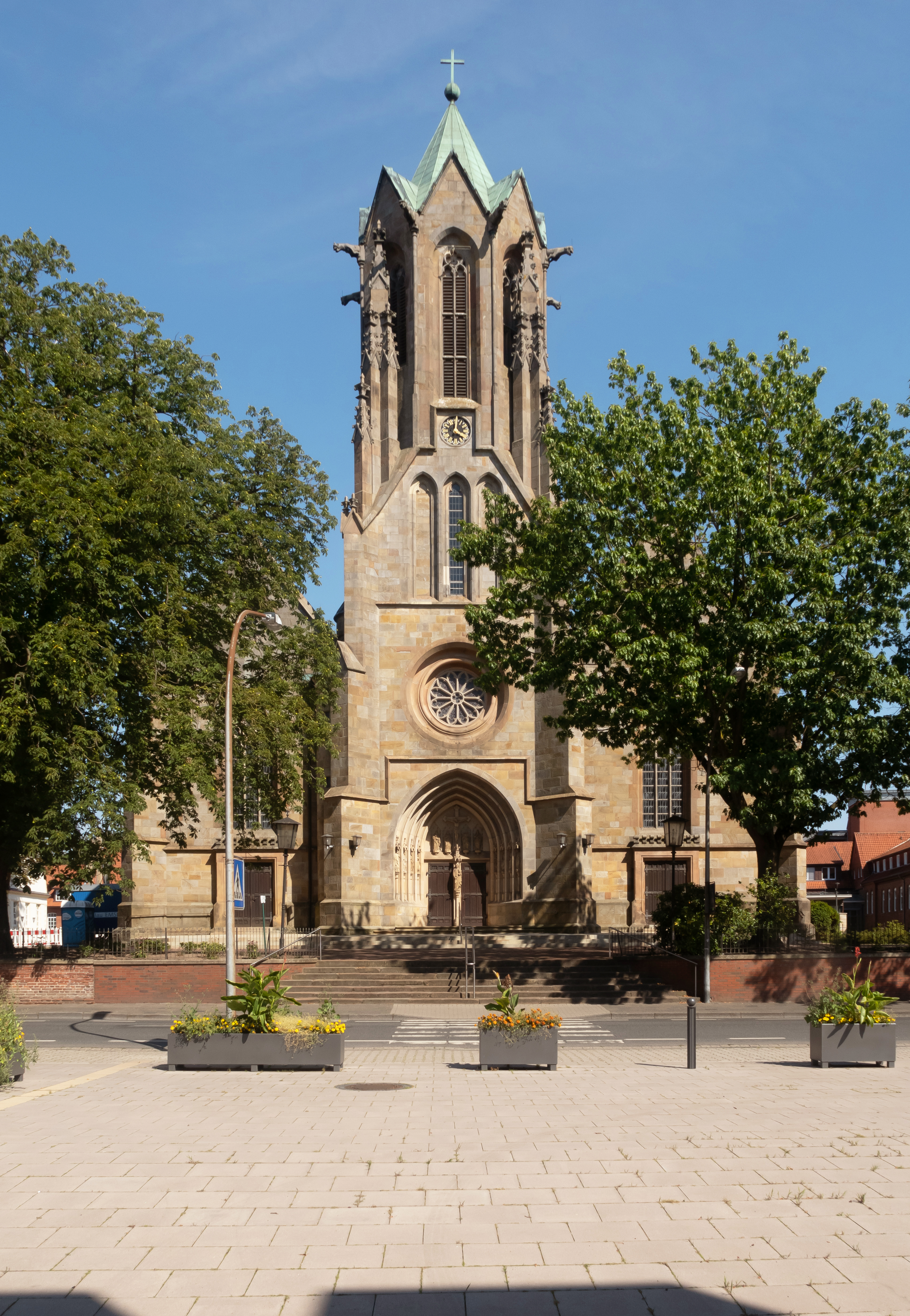
L'église: la Prostpei Kirche
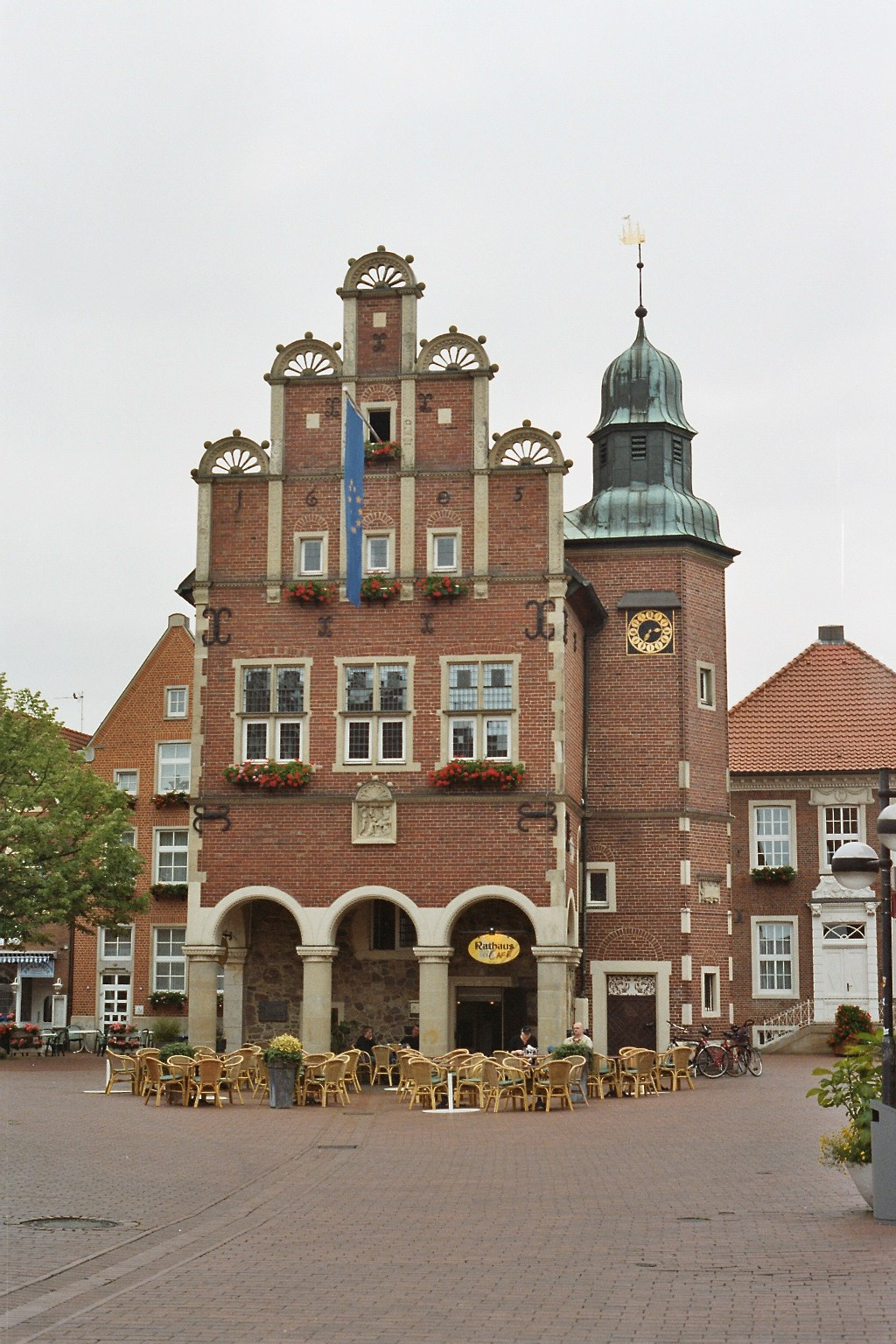
L'hôtel de ville historique.
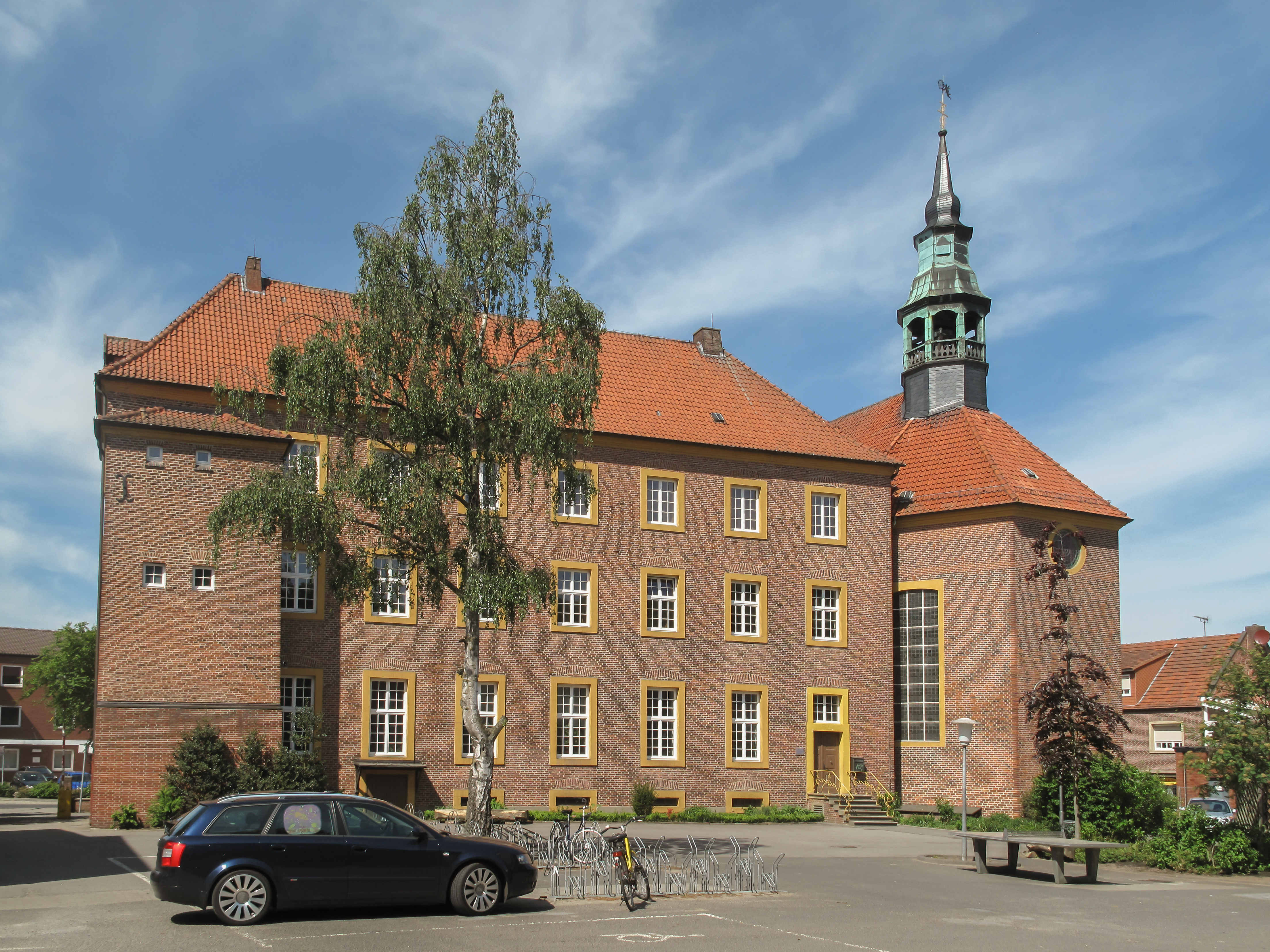
Gymnasium.
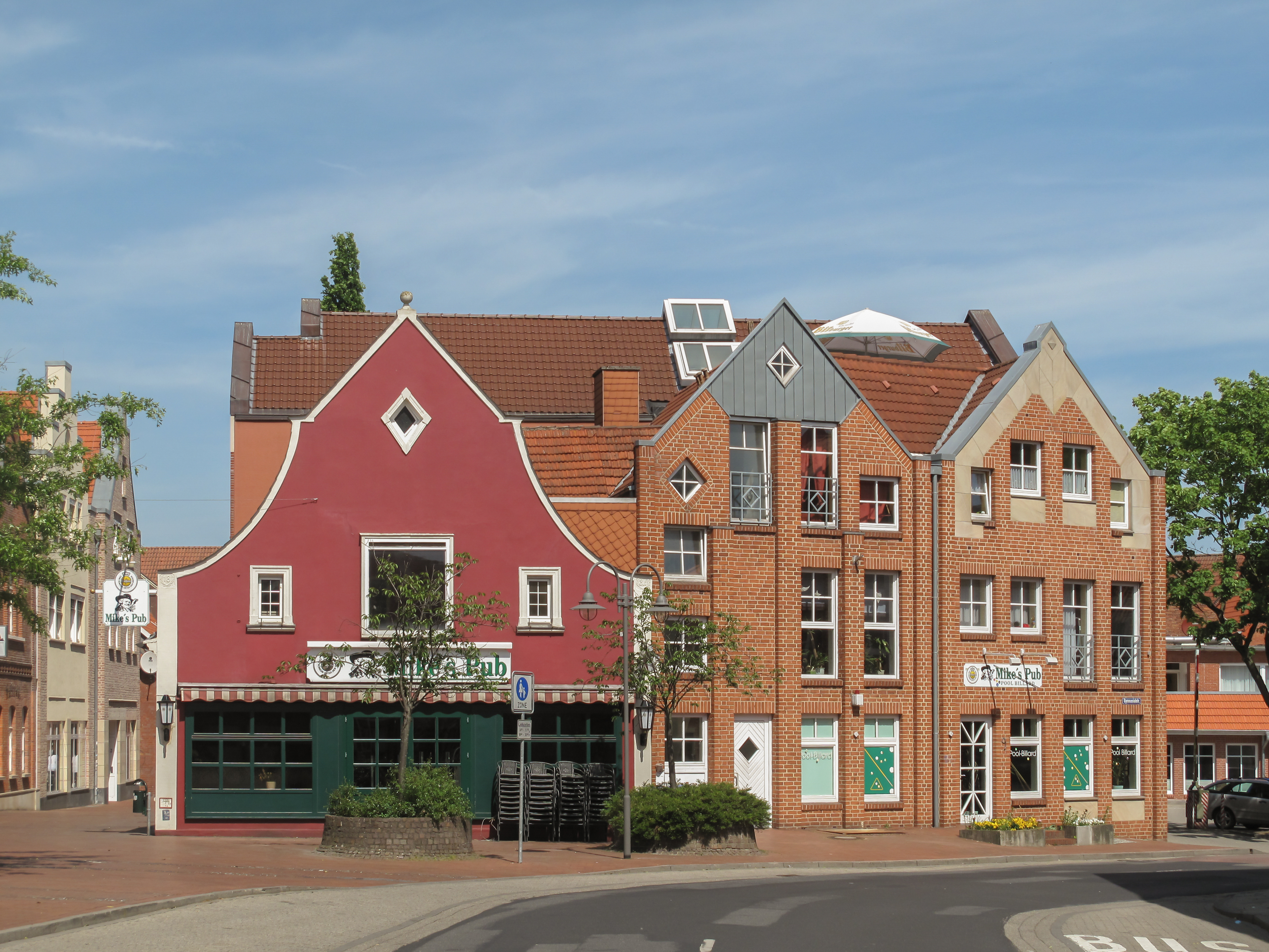
Vue dans la rue.
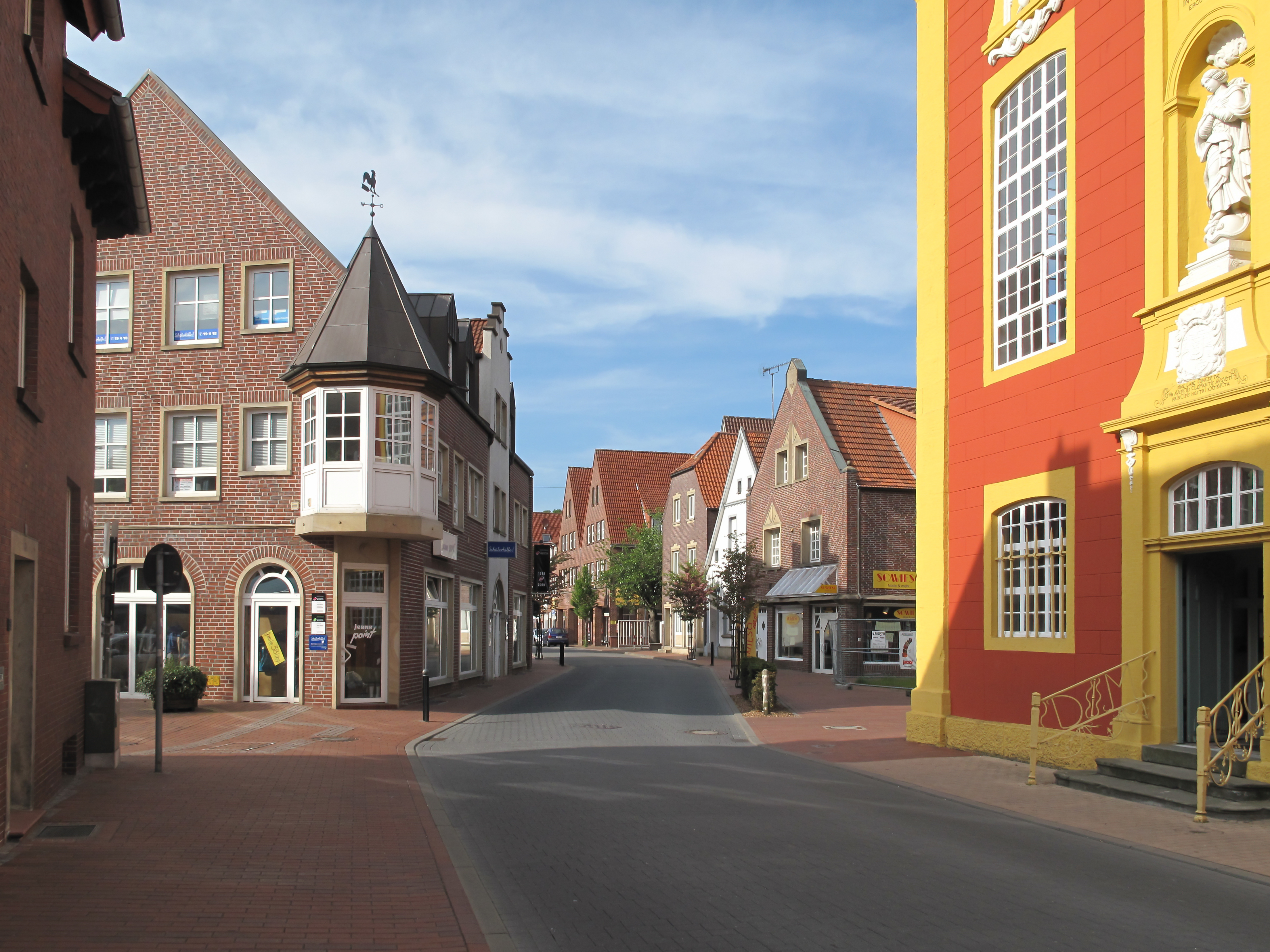
Vue dans la rue.